# جوان لین
جوان لین فنگ-جیائو (انگلیسی: Joan Lin Feng-jiao؛ زادهٔ ۳۰ ژوئن ۱۹۵۳) بازیگر سابق اهل تایوان است. او با هنرمند هنرهای رزمی هنگ کنگی متولد چین، جکی چان، ازدواج کرده‌است. وی بین سال‌های ۱۹۷۲ تا ۱۹۸۲ میلادی فعالیت می‌کرد.